# ماردریایی بینی کوتاه
ماردریایی بینی کوتاه (نام علمی: Aipysurus apraefrontalis) نام یک گونه از تیره کفچه‌ماران است. این مار در صخره‌های مرجانی واقع در شمال سواحل استرالیای غربی حضور دارد. این گونه در سال ۱۹۲۶ میلادی در جزیره‌های آشمور و کاربر برای نخستین بار در جهان کشف شده‌است. این گونه کار معمولاً حدود ۶۰ سانتی‌متر رشد پیدا می‌کند.